# Стеффиана де ла Крус
Стеффиа́на де ла Крус (англ. Steffiana de la Cruz), настоящее имя — Сте́фани А́нна Мари́ Зантуа́ (англ. Stephanie Anna Marie Zantua; 28 августа 1974, США) — американская актриса и фотомодель.

## Биография

### Ранние годы и карьера
Стефани Анна Мари Зантуа (настоящее имя Стеффианы де ла Крус) родилась 28 августа 1974 года в США.
С 1997 года Стеффиана снимается в кино.
Также является моделью.

## Личная жизнь
С 19 июня 2004 года Стеффиана замужем за актёром Кевином Джеймсом, с которым она встречалась 2 года до их свадьбы. У супругов есть четверо детей: две дочери — Сиенна-Мари Джеймс (род.30.09.2005) и Ши Джоэль Джеймс (род.14.06.2007), сын Кэннон Валентин Джеймс (род.24.04.2011) и ещё одна дочь — Систин Сэбелла Джеймс (род. в конце января 2015).

## Избранная фильмография
| Год       |   | Русское название         | Оригинальное название | Роль                            |
| --------- | - | ------------------------ | --------------------- | ------------------------------- |
| 2001      | ф | Хранитель душ            | Soulkeeper            | голубоглазая девушка            |
| 2002      | ф | Мой криминальный дядюшка | Stealing Harvard      | подруга Лоч                     |
| 2002—2006 | с | Король Квинса            | The King of Queens    | массажистка № 1/Тина/Сью/Сиенна |
| 2011      | ф | Мой парень из зоопарка   | Zookeeper             | Робин                           |